# Valinor
Valinor (Pământul Valarilor) este un loc ficțional din legendariumul scriitorului englez J.R.R. Tolkien care face parte din ținutul Aman. Valinor mai era cunoscut și sub numele de Pământurile Nemuritoare, deoarece doar Elfii și Valarii puteau ajunge acolo.